# Шляхетна вулиця (Житомир)
Шляхетна вулиця — вулиця у Корольовському районі міста Житомира. 

## Характеристики
Вулиця знаходиться в центральній частині міста, у Старому місті, в урочищі Петровська Гора. Розпочинається на з'єднанні вулиць Віктора Косенка та Дмитра Донцова, прямує на південний захід та завершується на вулиці Професора Кравченка. Від Шляхетної вулиці розпочинаються вулиці Фещенка-Чопівського та Миколи Лисенка. Завершуються виходом на Шляхетну Шодуарівський провулок та Студентський провулок.
Вулиця орієнтовною протяжністю 400 м. В напрямку від вулиці Професора Кравченка до перехрестя з вулицею Фещенка-Чопівського організований односторонній рух.
По короткому відтинку вулиці, на її початку курсує тролейбус. Також по вулиці пролягають маршрути міського та приміського автобуса.
Рельєф вулиці характеризується значним ухилом у південно-західному напрямку. Поряд з вулицею Шляхетною, на території фармацевтичної фабрики, знаходиться одна з найвищих точок міста — вершина Петровської Гори, висота якої становить 232,6 м.
Забудова вулиці у переважній кількості малоповерхова житлова, за виключенням дев'ятиповерхового багатоквартирного будинку та нежитлової будівлі.

## Історія

### Історія назви
Перша назва вулиці — Банна — пояснюється тим, що вулиця вела до єврейських громадських лазень.
У 1914 році Банній вулиці надано назву Лермонтовська — на честь 100-річчя від дня народження письменника Михайла Лермонтова.
У 1919 році вулиця Лермонтовська тимчасово отримала назву вулиця Олеся, на честь українського письменника.
Станом на 2007 рік Лермонтовська вулиця була однією з трьох вулиць Житомира, що зберегла стару назвотворчу традицію у формі прикметника (тобто відповідає на питання «яка», а не «чия». У 2023 році Лермонтовська вулиця перейменована на Шляхетну вулицю.

### Історія формування вулиці
Вулиця та її забудова формувались упродовж XIX — поч. XX сторіччя. Вулиця була довшою та з'єднувала Старожандармську вулицю (пізніше Пушкінська, нині вулиця Віктора Косенка) з Набережною річки Тетерів (сучасний 3-й Чуднівський провулок). На плані Житомира 1915 року вулиця з новою назвою Лермонтовська бере початок з вулиці Пушкінської та завершується на березі річки Тетерів, з'єднуючись з 3-м Чуднівським провулком. Внаслідок будівництва у 1980-х роках літнього театру «Ракушка», завершення вулиці біля 3-го Чуднівського провулка виявилося відрізаним від основної частини та наразі входить до Берегового провулку, а вулиця стала коротшою та завершується на вулиці Професора Кравченка
Забудова вулиці у переважній кількості є історичною та сформованою до 1917 року. У радянські часи, подекуди, замість будинків садибного типу з'являються декілька дво- та триповерхових будинків. У 1973 році задля будівництва дев'ятиповерхівки руйнують будинок, у якому народився Юліуш Зарембський. Раніше, 1951 року, демонтують пошкоджений під час бойових дій Другої світової війни палац барона Івана Максиміліановича де Шодуара. До війни у будівлі палацу за № 13 по вулиці Лермонтовській розташовувався головний корпус Обласного науково-дослідного краєзнавчого музею.
Разом з тим, чимала кількість зразків архітектури минулих століть збереглась до наших днів. У тому числі будинки № 9, 11 та 13 (старий номер 15), що входили до складу маєтку Шодуара (зокрема, прибрамна, головний фасад якої виходить на Лермонтовську вулицю).
Будинок № 13 (колишній № 15) є щойно виявленим об'єктом культурної спадщини міста Житомира (пам'ятка історії). У цьому будинку протягом 1941—1942 рр. перебував Олег Ольжич, діяв штаб похідної групи ОУН та редакція газети «Українське Слово». До арешту в 1937 році у цьому ж будинку мешкав етнограф Никанор Дмитрук.
У підвалі двоповерхового будинку № 5, побудови другої половини XIX ст., де наразі розміщується фармацевтична фабрика, протягом 1941—1943 рр. діяла явка підпільників на чолі із Протасевичем Григорієм Семеновичем — завідуючим аптекоуправління, що розміщувалось у цьому будинку з 1925 року. До 1918 року у будинку діяв з'їзд мирових суддів.
Пам'яткою архітектури місцевого значення (охоронний номер 26) є особняк № 4, побудови 2-ї половини XIX ст., у якому 1898 року мешкав російський письменник, демократ Мачтет Г. О. На головному фасаді будинку встановлена меморіальна дошка Мачтету Г. О.